# Raf Vallone
Raf Vallone (n. 17 februarie 1916, Tropea – d. 31 octombrie 2002, Roma) a fost un actor italian de film.

## Filmografie selectivă

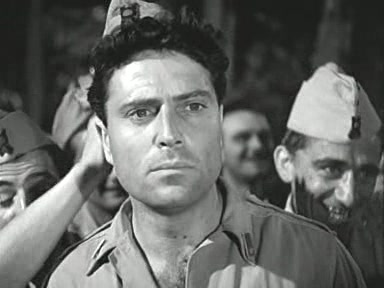
Raf Vallone în filmul Orez amar (1949)

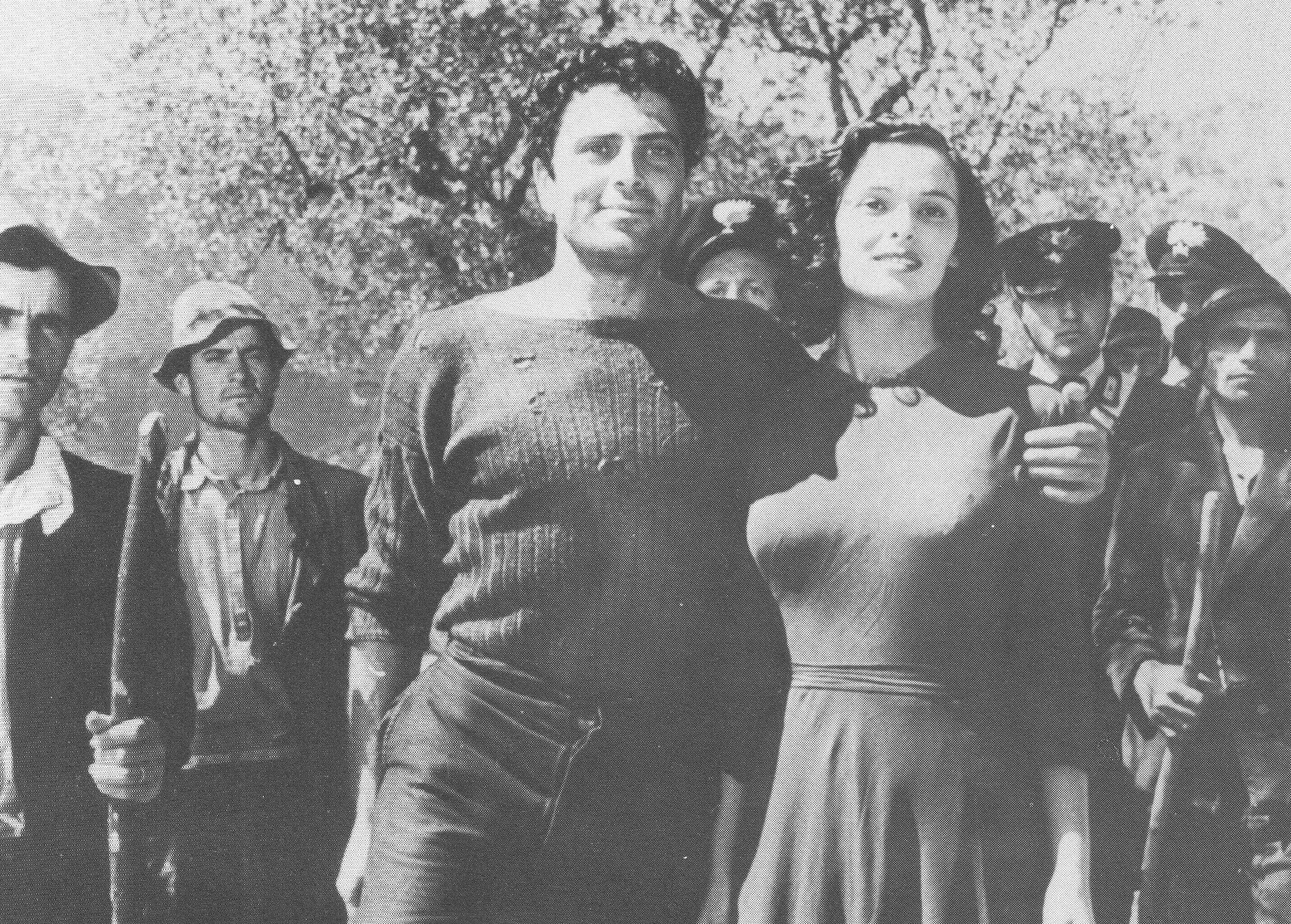
Scenă din filmul Nu-i pace sub măslini (1950)

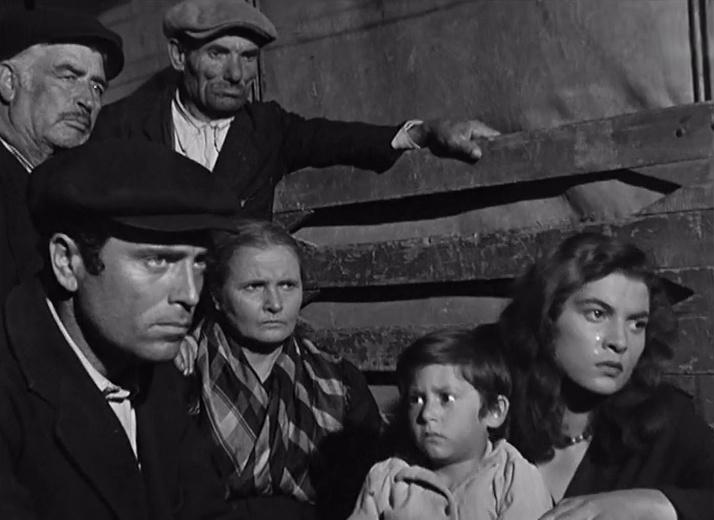
Scenă din filmul Suflete zbuciumate (1950)

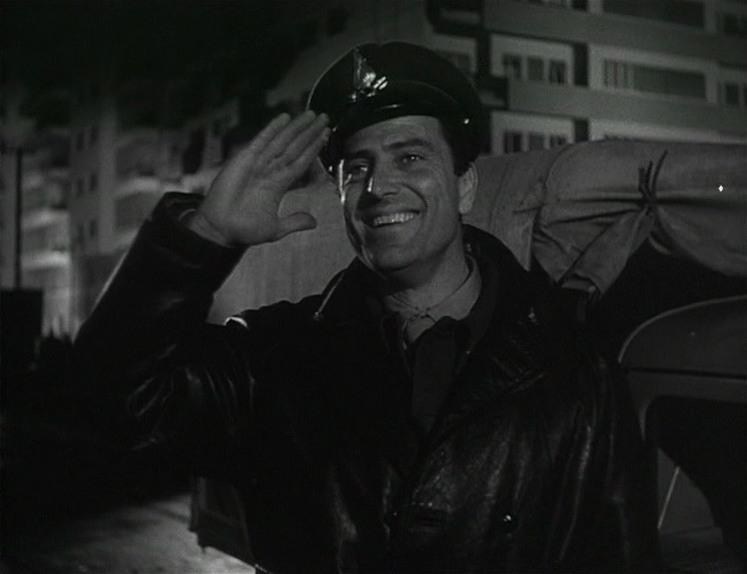
Scenă din filmul Sub semnul Venerei (1954)

- 1942 Noi vivi, regia Goffredo Alessandrini
- 1949 Orez amar (Riso amaro), regia Giuseppe De Santis
- 1950 Nu-i pace sub măslini (Non c'è pace tra gli ulivi), regia Giuseppe De Santis
- 1950 Suflete zbuciumate (Il cammino della speranza), regia Pietro Germi
- 1951 Anna, regia Alberto Lattuada
- 1952 Iartă-mă! (Perdonami!), regia Mario Costa
- 1952 Roma, orele 11 (Roma ore 11), regia Giuseppe De Santis
- 1952 Cavalerul fără lege (Le avventure di Mandrin), regia Mario Soldati
- 1953 Thérèse Raquin (Thérèse Raquin), regia Marcel Carné
- 1954 Obsesia (Obsession), regia Jean Delannoy
- 1954 Plaja (La spiaggia), regia Alberto Lattuada
- 1954 Sub semnul Venerei (Il segno di Venere), regia Dino Risi
- 1958 La bella fioraia di Madrid (La Violetera), regia Luis César Amadori
- 1958 Răzbunarea (La Venganza), regia Juan Antonio Bardem
- 1960 Ciociara (La ciociara), regia Vittorio De Sica
- 1960 La garçonnière, regia Giuseppe De Santis
- 1961 Cidul (El Cid), regia Anthony Mann
- 1962 Phaedra (Phaedra), regia Jules Dassin
- 1962 Vedere de pe pod (Vu du pont), regia Sidney Lumet
- 1963 Thérèse Raquin, regia Marcel Carné
- 1963 Cardinalul (The Cardinal), regia Otto Preminger
- 1965 Jean Harlow (Harlow), regia Gordon Douglas
- 1966 Nevada Smith, regia Henry Hathaway
- 1968 Disperații (The Desperate Ones), regia A. Ramati
- 1969 Jaf in stil italian  (The Italian Job), regia Peter Collinson
- 1970 Scrisoare de la Kremlin (The Kremlin Letter), regia John Huston
- 1970 Moartea a survenit aseară (La morte risale a ieri sera), regia Duccio Tessari
- 1970 4 per Cordoba (Cannon for Cordoba), regia Paul Wendkos
- 1971 Perché non ci lasciate in pace?
- 1971 Un duel (A Gunfight), regia Lamont Johnson
- 1972 Ricatto alla mala (Un verano para matar), regia Antonio Isasi-Isasmendi
- 1973 La casa della paura
- 1975 Simona
- 1975 Operazione Rosebud (Rosebud)
- 1975 Il giustiziere (The 'Human' Factor)
- 1975 Toccarlo... porta fortuna (That Lucky Touch), regia Christopher Miles
- 1976 Decadenza, regia Antonio Maria Magro
- 1977 L'altra faccia di mezzanotte (The Other Side of Midnight), regia [Charles Jarrott]]
- 1977 L'avvocato del diavolo (Des Teufels Advokat)
- 1978 Magnatul grec (The Greek Tycoon), regia J. Lee Thompson
- 1978 Fame
- 1979 Un amore perfetto o quasi (An Almost Perfect Affair)
- 1980 Retour à Marseille
- 1981 Il leone del deserto
- 1981 Sezon de pace la Paris (Sezona mira u Parizu), regia Predrag Golubovic
- 1982 A Time to Die
- 1985 Il potere del male, regia Krzysztof Zanussi
- 1986 We the Living
- 1990 Nașul: Partea a III-a (The Godfather: Part III), regia Francis Ford Coppola

- 2000 Vino santo, regia Xaver Schwarzenberger (film TV)